# 휘정옹주
휘정옹주(徽靜翁主, 생몰년 미상)는 조선의 왕족으로, 조선 제9대 임금 성종(成宗)의 10녀이자 서9녀이며, 어머니는 명빈 김씨이다. 승지 남흔(南忻)의 아들 의천위(宜川尉) 남섭원(南燮元)에게 하가하여 1녀를 얻었다.

## 별칭
- 휘정군주(徽靜郡主) : 군주는 왕세자의 적녀에게 주는 작위인데, 성종은 왕세자의 지위에 있었던 적이 없었을뿐더러, 생모인 명빈 김씨도 후궁에 불과하니, 따라서 ‘휘정군주’라는 별칭은 존재할 수 없음.
- 휘정옹주(徽靜翁主)

## 가족 관계
친정 전주 이씨(全州 李氏) 
- 조부 : 추존 덕종대왕(德宗大王, 1438~1457)
- 조모 : 소혜왕후 청주 한씨(昭惠王后 淸州 韓氏, 1437~1504)
  - 아버지 : 제9대 성종대왕(成宗大王, 1457~1494, 재위 1469~1495)
  - 어머니 : 제헌왕후(廢妃 尹氏, 1455~1482)
    - 이복오빠 : 제10대 연산군(燕山君, 1476~ 1506, 재위 1494~1506)

  - 어머니 : 정현왕후 파평 윤씨(貞顯王后 坡平尹氏, 1462~1530)
    - 이복오빠 : 제11대 중종대왕(中宗大王, 1488~1544, 재위 1506~1544)
- 외조부 : 효소공 김작(孝昭公 金碏 1427~1488)
  - 친어머니 : 명빈 안동 김씨(明嬪 安東 金氏, 생몰년 미상)
    - 언니 : 휘숙옹주(徽淑翁主, 생몰년 미상)
    - 언니 : 경숙옹주(敬淑翁主, 1483~?)
    - 동생 : 무산군 종(茂山君 悰, 1490~1525)

시가 의령 남씨(宜寧 南氏)
- 시아버지 : 남흔(南炘)
  - 부마 : 의천위 남섭원(宜川尉 南燮元)
    - 장녀 : 남난향(南蘭香, 1510 ~ ?)
    - 사위 : 순흥 안씨 판교(判校) 안함(安馠, 1504 ~ ?) - 중종의 5남 영양군의 부인 경양군부인 안방향(景陽郡夫人 安芳香, 1522 ~ 1594)의 오빠